# Гај Пнини
Гај Пнини (хебр. גיא פניני; Тел Авив, 4. септембар 1983) бивши је израелски кошаркаш. Играо је на позицији крила.

## Биографија
Каријеру је почео у екипи Макаби Ранане у сезони 2001/02. Након спајања овога клуба са Бнеи Херцлијом настаје нови клуб Бнеи Хашарон за који Пнини наступа у наредне четири сезоне. Од 2006. до 2008. је играо за Хапоел из Јерусалима са којим је освојио два купа Израела. Због казне израелског савеза, Пнини је сезону 2008/09. морао да одигра ван земље па је у новембру 2008. потписао за ФМП. За клуб из Железника је наступио на седам утакмица у Јадранској лиги, након чега је, услед незадовољства минутажом, крајем 2008. године споразумно раскинуо уговор са клубом. Остатак ове сезоне је провео у кипарском Керавносу. Од 2009. до 2017. био је играч Макабија из Тел Авива. Са њима је поред бројних трофеја у домаћим оквирима освојио и Евролигу у сезони 2013/14. Од 2017. до 2022. је био играч Хапоел Холона. За сезону 2022/23. се вратио у Макаби. У августу 2023. објавио је да завршава играчку каријеру.
Био је дугогодишњи члан репрезентације Израела са којом је наступао на Европским првенствима 2007, 2009, 2011, 2013, 2017. и 2022. године.

## Успеси

### Клупски
- Макаби Тел Авив:
  - Евролига (1): 2013/14.
  - Првенство Израела (4): 2010/11, 2011/12, 2013/14, 2022/23.
  - Куп Израела (8): 2010, 2011, 2012, 2013, 2014, 2015, 2016, 2017.
  - Лига куп Израела (6):  2010, 2011, 2012, 2013, 2015, 2022.
  - Јадранска лига (1): 2011/12.

- Хапоел Јерусалим:
  - Куп Израела (2): 2007, 2008.

- Хапоел Холон:
  - Првенство Израела (1): 2021/22.
  - Куп Израела (1): 2018.
  - Балканска лига (1): 2020/21.

### Појединачни
- Учесник Ол-стар утакмице Првенства Израела (1): 2011.